# Lourdes Domínguez Lino
Lourdes Domínguez Lino (Pontevedra, 31 marzo 1981) è un'ex tennista spagnola.

## Carriera
Nel 2002 venne sospesa per tre mesi dalla WTA per esser risultata positiva alla cocaina, tuttavia nel 2006 raggiunse la posizione n. 40 del raking mondiale, suo miglior risultato in carriera.
Il 23 febbraio 2006 vince il primo torneo della carriera a Bogotá battendo in finale l'italiana Flavia Pennetta per 7–6(3), 6–4.
Nel maggio del 2009 agli Open di Francia ha ottenuto il miglior risultato della sua carriera in un Grande Slam, arrivando al terzo turno. Venne poi sconfitta dalla canadese #24 Aleksandra Wozniak.
Il 20 febbraio 2011 vince a Bogotà il secondo torneo in carriera battendo in finale la francese Mathilde Johansson con il punteggio di 2–6, 6–3, 6–2.
A fine ottobre 2016 si ritira dal tennis professionistico.

## Statistiche

### Singolare

#### Vittorie (2)
| Legenda: Prima del 2009 | Legenda: Dal 2009     |
| ----------------------- | --------------------- |
| Grande Slam (0)         |                       |
| Ori Olimpici (0)        |                       |
| WTA Finals (0)          |                       |
| Tier I (0)              | Premier Mandatory (0) |
| Tier II (0)             | Premier 5 (0)         |
| Tier III (1)            | Premier (0)           |
| Tier IV (0)             | International (1)     |

| No. | Data             | Torneo                      | Superficie  | Avversario in finale | Punteggio     |
| 1.  | 23 febbraio 2006 | Copa Colsanitas, Bogotà     | Terra rossa | Flavia Pennetta      | 7-6(3), 6-4   |
| 2.  | 20 febbraio 2011 | Copa Colsanitas, Bogotá (2) | Terra rossa | Mathilde Johansson   | 2-6, 6-3, 6-2 |

#### Sconfitte (3)
| Legenda: Prima del 2009 | Legenda: Dal 2009     |
| ----------------------- | --------------------- |
| Grande Slam (0)         |                       |
| Argenti Olimpici (0)    |                       |
| WTA Finals (0)          |                       |
| Tier I (0)              | Premier Mandatory (0) |
| Tier II (0)             | Premier 5 (0)         |
| Tier III (1)            | Premier (0)           |
| Tier IV (1)             | International (1)     |

| No. | Data             | Torneo                                              | Superficie  | Avversario in finale | Punteggio   |
| 1.  | 20 febbraio 2005 | Copa Colsanitas, Bogotà                             | Terra rossa | Flavia Pennetta      | 6(4)-7, 4-6 |
| 2.  | 30 luglio 2006   | GDF SUEZ Grand Prix, Budapest                       | Terra rossa | Anna Smashnova       | 1-6, 3-6    |
| 3.  | 28 aprile 2013   | Grand Prix SAR La Princesse Lalla Meryem, Marrakech | Terra rossa | Francesca Schiavone  | 1-6, 3-6    |

### Doppio

#### Vittorie (6)
| Legenda: Prima del 2009 | Legenda: Dal 2009     |
| ----------------------- | --------------------- |
| Grande Slam (0)         |                       |
| Ori Olimpici (0)        |                       |
| WTA Finals (0)          |                       |
| Tier I (0)              | Premier Mandatory (0) |
| Tier II (0)             | Premier 5 (0)         |
| Tier III (2)            | Premier (0)           |
| Tier IV (1)             | International (3)     |

| N. | Data             | Torneo                                | Superficie      | Partner                     | Avversario in finale                               | Punteggio        |
| 1. | 22 febbraio 2007 | Copa Colsanitas, Bogotà               | Terra rossa     | Paola Suárez                | Roberta Vinci Flavia Pennetta                      | 1–6, 6–3, [11–9] |
| 2. | 3 marzo 2007     | Abierto Mexicano Telcel, Acapulco     | Terra rossa     | Arantxa Parra Santonja      | Nicole Pratt Émilie Loit                           | 6-3, 6-3         |
| 3. | 14 giugno 2008   | Barcelona Ladies Open, Barcellona     | Terra rossa     | Arantxa Parra Santonja      | María José Martínez Sánchez Nuria Llagostera Vives | 4–6, 7–5, [10–4] |
| 4. | 9 luglio 2011    | Swedish Open, Båstad                  | Terra rossa     | María José Martínez Sánchez | Arantxa Parra Santonja Nuria Llagostera Vives      | 6-3, 6-3         |
| 5. | 2 marzo 2013     | Abierto Mexicano Telcel, Acapulco (2) | Terra rossa     | Arantxa Parra Santonja      | Catalina Castaño Mariana Duque Mariño              | 6-4, 7-6(1)      |
| 6. | 14 aprile 2013   | BNP Paribas Katowice Open, Katowice   | Terra rossa (i) | Lara Arruabarrena           | Ioana Raluca Olaru Valerija Solov'ëva              | 6-4, 7-5         |

#### Sconfitte (7)
| Legenda: Prima del 2009 | Legenda: Dal 2009     |
| ----------------------- | --------------------- |
| Grande Slam (0)         |                       |
| Ori Olimpici (0)        |                       |
| WTA Finals (0)          |                       |
| Tier I (0)              | Premier Mandatory (0) |
| Tier II (0)             | Premier 5 (0)         |
| Tier III (0)            | Premier (0)           |
| Tier IV (4)             | International (3)     |

| N. | Data             | Torneo                                          | Superficie  | Partner                | Avversario in finale                               | Punteggio            |
| 1. | 8 maggio 2005    | Grand Prix SAR La Princesse Lalla Meryem, Rabat | Terra rossa | Nuria Llagostera Vives | Émilie Loit Barbora Záhlavová-Strýcová             | 6–3, 6(6)–7, 5–7     |
| 2. | 31 agosto 2005   | Budapest Grand Prix, Budapest                   | Terra rossa | Marta Marrero          | Émilie Loit Katarina Srebotnik                     | 1–6, 6–3, 2–6        |
| 3. | 30 aprile 2007   | Estoril Open, Estoril                           | Terra rossa | Arantxa Parra Santonja | Anastasija Rodionova Andreea Ehritt-Vanc           | 3-6, 2-6             |
| 4. | 14 giugno 2007   | Barcelona Ladies Open, Barcellona               | Terra rossa | Flavia Pennetta        | Arantxa Parra Santonja Nuria Llagostera Vives      | 6(3)–7, 6–2, [10–12] |
| 5. | 3 marzo 2009     | Abierto Mexicano Telcel, Acapulco               | Terra rossa | Arantxa Parra Santonja | María José Martínez Sánchez Nuria Llagostera Vives | 3-6, 3-6             |
| 6. | 26 febbraio 2011 | Abierto Mexicano Telcel, Acapulco (2)           | Terra rossa | Arantxa Parra Santonja | Marija Korytceva Ioana Raluca Olaru                | 7-5, 5-7, [6-10]     |
| 7. | 4 marzo 2012     | Abierto Mexicano Telcel, Acapulco (3)           | Terra rossa | Arantxa Parra Santonja | Sara Errani Roberta Vinci                          | 2-6, 1-6             |

## Risultati in progressione
| Sigla | Risultato               |
| ----- | ----------------------- |
| V     | Vincitore               |
| F     | Finalista               |
| SF    | Semifinalista           |
| O     | Oro olimpico            |
| A     | Argento olimpico        |
| SF    | Bronzo olimpico         |
| QF    | Quarti di Finale        |
| 4T    | Quarto turno            |
| 3T    | Terzo turno             |
| 2T    | Secondo turno           |
| 1T    | Primo turno             |
| RR    | Round Robin             |
| LQ    | Turno di qualificazione |
| A     | Assente                 |
| ND    | Non disputato           |

| Legenda superfici    |
| -------------------- |
| Cemento              |
| Terra battuta        |
| Erba                 |
| Superficie variabile |

### Singolare
| Torneo                 | 1996 | 1997 | 1998 | 1999 | 2000 | 2001 | 2002 | 2003 | 2004 | 2005 | 2006 | 2007 | 2008 | 2009 | 2010 | 2011 | 2012 | 2013 | 2014 | 2015 | V–S   |
| ---------------------- | ---- | ---- | ---- | ---- | ---- | ---- | ---- | ---- | ---- | ---- | ---- | ---- | ---- | ---- | ---- | ---- | ---- | ---- | ---- | ---- | ----- |
| Tornei del Grande Slam |      |      |      |      |      |      |      |      |      |      |      |      |      |      |      |      |      |      |      |      |       |
| Australian Open        | A    | A    | A    | A    | A    | A    | A    | A    | A    | Q2   | 1T   | 2T   | 1T   | 2T   | Q3   | 2T   | 1T   | 1T   | 1T   | A    | 3–8   |
| Open di Francia        | A    | A    | A    | A    | A    | A    | Q3   | A    | A    | Q3   | 1T   | 1T   | Q1   | 3T   | Q3   | 1T   | 2T   | 1T   | 1T   |      | 3–7   |
| Wimbledon              | A    | A    | A    | A    | A    | A    | A    | A    | A    | A    | 1T   | 1T   | Q2   | 1T   | A    | 2T   | 2T   | 1T   | 2T   |      | 3–7   |
| US Open                | A    | A    | A    | A    | Q1   | Q1   | A    | A    | Q1   | Q1   | 1T   | 2T   | 1T   | 1T   | 3T   | A    | 2T   | 1T   | A    |      | 4–7   |
| Vittorie-sconfitte     | 0–0  | 0–0  | 0–0  | 0–0  | 0–0  | 0–0  | 0–0  | 0–0  | 0–0  | 0–0  | 0–4  | 2–4  | 0–2  | 3–4  | 2–1  | 2–3  | 3–4  | 0–4  | 1–3  | 0-0  | 13–29 |

### Doppio nei tornei del Grande Slam
| Torneo          | 2000 | 2001 | 2002 | 2003 | 2004 | 2005 | 2006 | 2007 | 2008 | 2009 | 2010 | 2011 | 2012 | 2013 | 2014 | V--S  |
| --------------- | ---- | ---- | ---- | ---- | ---- | ---- | ---- | ---- | ---- | ---- | ---- | ---- | ---- | ---- | ---- | ----- |
| Australian Open | A    | A    | A    | A    | A    | A    | 2T   | 1T   | 1T   | A    | A    | 1T   | 1T   | 1T   | 1T   | 1-7   |
| Open di Francia | A    | A    | 2T   | A    | A    | 3T   | 2T   | 2T   | A    | 2T   | A    | 2T   | 1T   | 1T   | A    | 7-8   |
| Wimbledon       | A    | A    | A    | A    | A    | A    | 2T   | 2T   | A    | 1T   | A    | 1T   | 2T   | 1T   | A    | 3-6   |
| US Open         | 1T   | 1T   | A    | A    | A    | 1T   | 1T   | 1T   | A    | A    | A    | A    | A    | 1T   | A    | 0-6   |
| Totale          | 0-1  | 0-1  | 1-1  | 0-0  | 0-0  | 2-2  | 3-4  | 2-4  | 0-1  | 1-2  | 0-0  | 1-3  | 1-3  | 0-4  | 0-1  | 11-27 |

### Doppio misto nei tornei del Grande Slam
Nessuna partecipazione